# MattyBRaps
Matthew David Morris (6 de enero de 2003), más conocido como Matthew Morris o MattyBRaps, es un artista estadounidense que compone música para adolescentes. Es conocido por rapear, creando sus propios temas musicales y haciendo versiones (remix) de música muy popular para compartir en su canal de YouTube. MattyBRaps ha lanzado numerosas canciones propias y remixes de música desde que comenzó a grabar canciones en 2010, cuando lanzó su primera cover, Have Faith, que llegó a las 500.000 visitas la primera semana de su lanzamiento [cita requerida]. El 1 de agosto de 2014, el canal YouTube de MattyBRaps superó las mil millones de vistas. Hasta el 13 de julio de 2015, ha publicado más de 90 remixes de canciones famosas y más de 25 canciones originales en su canal de YouTube. El 27 de agosto de 2015, MattyBRaps debuta con su primer EP, "Outside the Lines", el cual estrenó en su canal de YouTube.

## Vida personal y carrera
MattyB nació el 6 de enero de 2003, y reside en la ciudad de Suwanee (Georgia) con sus tres hermanos mayores y una hermana menor.
La primera canción de MattyB con letra original fue un remix de I Believe In You, lanzada el 22 de junio del 2010. MattyB lanzó al mercado su primera canción para comprar que fue el remix de "Just the Way You Are", publicado el 11 de agosto de 2010 con Tyler Ward. A finales 2012, alcanzó el puesto 11 en los Billboard Social 50 con su video musical "That's the Way", lo cual duplicó su número de seguidores en las redes sociales de Facebook, Twitter y YouTube. Ahora tiene más de tres mil millones de visitas en su canal de YouTube y cuenta con más de 10 millones de suscriptores y millones de seguidores en sus redes sociales.
MattyB ha hecho varias apariciones en programas de televisión y se ha presentado en varios programas como Today, y Wendy Williams.

## Discografía
| Año  | EP |
| ---- | --- |
| 2015 | Outside The Lines - Lanzamiento: 27 de agosto de 2015 - Discográfica: Sony Music - Formatos: CD, Descarga digital |